# Aiouea guianensis
Aiouea guianensis är en lagerväxtart som beskrevs av Jean Baptiste Christophe Fusée Aublet. Aiouea guianensis ingår i släktet Aiouea och familjen lagerväxter. Inga underarter finns listade i Catalogue of Life.